# Brígida García Guzmán
Brígida del Carmen García Guzmán fue una socióloga y demógrafa originaria de ciudad de Moca, en la región del valle de El Cibao de la República Dominicana donde nació en 1947. Emigró a México para realizar estudios en demografía en El Colegio de México en 1969. Obtuvo más tarde el doctorado en sociología en la Facultad de Ciencias Políticas y Sociales de la Universidad Nacional Autónoma de México. Se nacionalizó mexicana en 1991.
Se desempeñó como profesora e investigadora en el Centro de Estudios Demográficos, Urbanos y Ambientales de El Colegio de México (desde julio de 1971 a junio de 2018). Formó parte del Sistema Nacional de Investigadores (SNI), especializándose en mercado laboral, familia y género.  A partir de julio de 2018 formó parte del Programa de Estudios Interdisciplinarios (PEI) de El Colmex. 
Recibió reconocimientos por sus aportes para construir indicadores y líneas de acción sobre pobreza, jefas de familia, violencia intrafamiliar y trabajo femenino. En 2003 recibió el Premio de Población Luisa María Leal Duk, otorgado por el Foro Nacional de Mujeres y Políticas de Población por sus aportes sobre el significado del trabajo femenino. Fue presidenta de la Sociedad Mexicana de Demografía.
Contó con dos nombramientos como Emérita, el 11 de diciembre de 2015 fue reconocida Investigadora Nacional Emérita por el Conacyt y el 24 de junio de 2019 recibió el nombramiento de Profesora-Investigadora Emérita por El Colmex.

## Biografía
Hija mayor del abogado, Manuel García Lizardo "conocido por su acrisolada rectitud, independencia de criterio y frugalidad, tres veces procurador de la República, presidente de la Junta Central Electoral y embajador en Alemania-, y de una de las pocas mujeres con formación y trayectoria pública de aquel entonces, la educadora y química Acely Guzmán Lora". A pesar de haber contado con la formación inicial de secretaria, oficio aceptado como femenino en aquel entonces y tras un corto paso como docente en la Universidad Pedro Henríquez Ureña de Santo Domingo, a los 22 años se trasladó a México para iniciar su formación en demografía en El Colmex. 
En 1971 inició su carrera docente en El Colegio de México, donde durante 49 años formó a nuevos demógrafos y demógrafas. Según Marina Ariza, son tres los intereses intelectuales fundamentales en su desarrollo académico: «la coherencia en sus intereses de investigación, el rigor metodológico, y la lucha por abrir senderos hacia nuevos horizontes analíticos».

## Distinciones
Durante su trayectoria académica fue merecedora de diversas distinciones:
Fue Investigadora visitante de las siguientes instituciones: Universidad Complutense de Madrid; Universidad de Essex, Inglaterra; Johns Hopkins University, Escuela de Salud Pública, Maryland; Center for Latin American Studies, Universidad de Texas; Center for US-Mexican Studies, Universidad de California en San Diego; Centro Brasileño de Análisis y Planeación (CEBRAP)
Miembro del Comité Editorial de las siguientes revistas especializadas en demografía y otros temas relacionados con las ciencias sociales de diversas instituciones: Demos, Estudios Demográficos y Urbanos; Papeles de Población; Revista Latinoamericana de Población; Revista Región y Sociedad, El Colegio de Sonora; Revista Mexicana de Sociología; Revista Entreciencias; Centro Regional de Investigaciones Multidisciplinarias (CRIM).

## Obra escrita
Escribió numerosos artículos en revistas especializadas:
- García Guzmán, B. (2010). Inestabilidad laboral en México: el caso de los contratos de trabajo. Estudios Demográficos y Urbanos, 25 (1), 73-101.[6]
- García Guzmán, B. (1999). Los problemas laborales de México a principios del siglo XXI. Papeles de Población, 5 (21), 9-19.[7]
- García Guzmán, B. (2007). El sentido de las transformaciones laborales en América Latina. Revista Latinoamericana de Población, 1 (1), 1-22.[8]

- Las familias en el México metropolitano: visiones femeninas y masculinas. (2006)
- Trabajo femenino y vida familiar en México (1994)
- Trabajo extradoméstico y relaciones de género: una nueva mirada. Colaboración con Orlandina de Oliveira (2007)